# Pieve Fissiraga
Pieve Fissiraga (Pieu in dialetto lodigiano) è un comune italiano di 1 747 abitanti della provincia di Lodi in Lombardia.

## Storia
Il centro abitato di Fissiraga fu attestato per la prima volta nel 1211.
In età napoleonica (1809-16) al comune di Fissiraga furono aggregate Andreola, Bargano, Cascina Bonora, Mongiardino Sillaro e Orgnaga, ridivenute autonome con la costituzione del Regno Lombardo-Veneto.
Nel 1841 Fissiraga fu aggregata a Orgnaga, divenendone frazione.
Il comune di Pieve Fissiraga venne creato nel 1879 dalla fusione dei comuni di Orgnaga, Pezzolo de' Codazzi e Triulzina, a cui vennero aggiunte le frazioni Andreola e Malguzzana, già appartenenti al comune di Campolungo.
Il moderno centro abitato si è sviluppato nel XX secolo intorno alla chiesa parrocchiale (l'antica pieve), posta originariamente fra i campi, alcune centinaia di metri a nord dell'antica Fissiraga (che si presenta oggi come un semplice cascinale).
Un rilevante sviluppo si è avuto a partire dagli anni novanta del XX secolo lungo la strada Lodi-Sant'Angelo, presso il casello autostradale, con la costruzione di una vasta zona residenziale, artigianale e commerciale, fra cascina Orgnaga e Pezzolo dei Codazzi.

### Simboli
Stemma
(Regio Decreto 27 maggio 1935)
Gonfalone
(D.P.R. 16 dicembre 1983)

## Società

### Evoluzione demografica
Abitanti censiti

### Etnie e minoranze straniere
Al 31 dicembre 2008 gli stranieri residenti nel comune di Pieve Fissiraga in totale sono 116, pari al 7,22% della popolazione. Tra le nazionalità più rappresentate troviamo:
| Paese      | Popolazione (2008) |
| ---------- | ------------------ |
| Romania    | 34                 |
| Albania    | 20                 |
| India      | 14                 |
| Tunisia    | 13                 |
| Montenegro | 10                 |

## Amministrazione
Segue un elenco delle amministrazioni locali.

## Infrastrutture e trasporti
Il comune di Pieve Fissiraga è servito dalla SP ex SS 235 di Orzinuovi.
Inoltre è servito dall'Autostrada A1, attraverso l'uscita per Lodi.

## Economia
Nel territorio comunale è presente la sede del gruppo Itelyum, specializzato nel campo dell’economia circolare  nella rigenerazione degli oli lubrificanti usati, nella produzione di solventi puri e da reflui chimici e nei servizi ambientali per l’industria.